# كيمبرلي جي. سميث
كيمبرلي جي. سميث (بالإنجليزية: Kimberly G. Smith)‏ هو أحيائي أمريكي، ولد في 19 يوليو 1948 في مانشستر في الولايات المتحدة، وتوفي في 9 أبريل 2018 في فايتفيل في الولايات المتحدة.